# Senador Georgino Avelino
Senador Georgino Avelino là một đô thị thuộc bang Rio Grande do Norte, Brasil. Đô thị này có diện tích 26,383 km², dân số năm 2007 là 3774 người, mật độ 143 người/km².